# 日本の音楽展
日本の音楽展（にっぽんのおんがくてん）は、毎年開催される連続演奏会。指揮者、熊谷弘の提唱により「優れた日本の音楽を広く一般の人々に広める事を目的」として1979年に開始。演奏家自らが作品を選び、取りあげて演奏する事を特色とし、毎年延べ70名前後の演奏家達が参加している。

## 概要
1979年1月29日、東京の青山タワーホールにおいて第1回が開催される。9名の演奏家達が参加。主宰者・熊谷弘はプログラム構成に当たっている。以降毎年開催され 5年目の1983年より五夜連続開催、1997年1月より六夜連続で開催される。1988年、「日本の音楽展」10年の実績に対し、第6回中島健蔵音楽賞を受賞。
1997年、「日本の音楽展」20周年を記念して「日本の音楽展・作曲賞」を設立、第1回作品募集を実施する（選考委員：佐藤敏直・廣瀬量平・松村禎三・三善晃）。以降、毎年作品募集が行われ、2008年1月までに20作品に「日本の音楽展・作曲賞」が授与され、11作品が「日本の音楽展」において演奏される。
2001年、ズイホー産業株式会社元代表取締役会長・小島五夫の寄付金により「日本の音楽展・スイホー賞」が設立され、同氏が故人となる2006年まで継続、「日本の音楽展」の発展に寄与した演奏家に特別功労賞、特別奨励賞他が授与される。
コンサートの開催は2012年現在で180回にのぼり（福岡・筑後や横浜での開催を含む）、延べ2000余名にのぼる演奏家達が参加、450余名の作曲家による3000曲を越える作品が演奏される。また、多くの新作初演がこのコンサートで行われる。